# Onobrychis melanotricha
Onobrychis melanotricha är en ärtväxtart som beskrevs av Pierre Edmond Boissier. Onobrychis melanotricha ingår i släktet esparsetter, och familjen ärtväxter. Inga underarter finns listade i Catalogue of Life.